# Francja na Zimowych Igrzyskach Olimpijskich 1988
Reprezentacja Francji na Zimowych Igrzyskach Olimpijskich 1988 liczyła 68 zawodników – 53 mężczyzn i 15 kobiet, którzy wystąpili w dziewięciu dyscyplinach sportowych. Reprezentanci tego kraju zdobyli łącznie dwa medale: jeden złoty i jeden brązowy.
Najmłodszym francuskim zawodnikiem podczas ZIO 1988 była Corinne Paliard (17 lat i 120 dni), a najstarszym – Hans van Helden (39 lat i 300 dni).

## Medaliści
| Medal | Zawodnicy      | Dyscyplina            | Konkurencja          |
| ----- | -------------- | --------------------- | -------------------- |
| Złoto | Franck Piccard | Narciarstwo alpejskie | Supergigant mężczyzn |
| Brąz  | Franck Piccard | Narciarstwo alpejskie | Zjazd mężczyzn       |

## Wyniki reprezentantów Francji

### Biathlon

#### Mężczyźni
| Zawodnik                                                     | Konkurencja                | Czas      | Ilość pudeł | Pozycja | Źródło |
| ------------------------------------------------------------ | -------------------------- | --------- | ----------- | ------- | ------ |
| Francis Mougel                                               | Sprint na 10 km            | 27:34.9   | 3 (1+2)     | 32.     | [ 1 ]  |
| Christian Dumont                                             | Sprint na 10 km            | 28:20.3   | 2 (1+1)     | 51.     | [ 1 ]  |
| Hervé Flandin                                                | Sprint na 10 km            | 28:21.4   | 4 (3+1)     | 52.     | [ 1 ]  |
| Xavier Blond                                                 | Sprint na 10 km            | 28:36.6   | 3 (2+1)     | 56.     | [ 1 ]  |
| Jean-Paul Giachino                                           | Bieg indywidualny na 20 km | 1:00:43.7 | 3 (0+1+1+1) | 18.     | [ 2 ]  |
| Thierry Gerbier                                              | Bieg indywidualny na 20 km | 1:03:51.7 | 6 (2+2+1+1) | 41.     | [ 2 ]  |
| Éric Claudon                                                 | Bieg indywidualny na 20 km | 1:04:16.8 | 6 (1+3+0+2) | 45.     | [ 2 ]  |
| Hervé Flandin                                                | Bieg indywidualny na 20 km | 1:06:50.9 | 7 (2+3+1+1) | 56.     | [ 2 ]  |
| Éric Claudon Jean-Paul Giachino Hervé Flandin Francis Mougel | Sztafet 4x7,5 km           | 1:30:22.8 | 6.          | 10.     | [ 3 ]  |

### Biegi narciarskie

#### Mężczyźni
| Zawodnik                                                     | Konkurencja             | Czas      | Pozycja | Źródło |
| ------------------------------------------------------------ | ----------------------- | --------- | ------- | ------ |
| Jean-Luc Thomas                                              | 15 km stylem klasycznym | 44:26.5   | 26.     | [ 4 ]  |
| Patrick Remy                                                 | 15 km stylem klasycznym | 45:45.3   | 37.     | [ 4 ]  |
| Guy Balland                                                  | 15 km stylem klasycznym | 46:36.9   | 48.     | [ 4 ]  |
| Claude Pierrat                                               | 15 km stylem klasycznym | 47:54.3   | 56.     | [ 4 ]  |
| Guy Balland                                                  | 30 km stylem klasycznym | 1:30:20.4 | 24.     | [ 5 ]  |
| Claude Pierrat                                               | 30 km stylem klasycznym | 1:34:15.6 | 43.     | [ 5 ]  |
| Dominique Locatelli                                          | 30 km stylem klasycznym | 1:35:40.0 | 50.     | [ 5 ]  |
| Patrick Remy                                                 | 30 km stylem klasycznym | 1:40:24.5 | 68.     | [ 5 ]  |
| Claude Pierrat                                               | 50 km stylem dowolnym   | 2-09:54.9 | 17.     | [ 6 ]  |
| Guy Balland                                                  | 50 km stylem dowolnym   | 2-11:58.7 | 24.     | [ 6 ]  |
| Dominique Locatelli                                          | 50 km stylem dowolnym   | 2-13:56.8 | 37.     | [ 6 ]  |
| Jean-Luc Thomas                                              | 50 km stylem dowolnym   | DNF       | DNF     | [ 6 ]  |
| Patrick Remy Jean-Luc Thomas Dominique Locatelli Guy Balland | Sztafet 4x10 km         | 1:49:15.9 | 11.     | [ 7 ]  |

### Hokej na lodzie

#### Skład kadry
- Peter Almasy,
- Paulin Bordeleau,
- Stéphane Botteri,
- Philippe Bozon,
- Jean-Marc Djian,
- Guy Dupuis,
- Patrick Foliot,
- Derek Haas,
- Michel Leblanc,
- Jean-Philippe Lemoine,
- Jean-Christophe Lerondeau,
- Stéphane Lessard,
- Daniel Maric,
- Franck Pajonkowski,
- André Peloffy,
- Denis Perez,
- Christian Pouget,
- Antoine Richer,
- Pierre Schmitt,
- Christophe Ville,
- Steven Woodburn.

#### Mecze[8]

##### Faza grupowa
| Data      | Przeciwnik | Wynik              |
| --------- | ---------- | ------------------ |
| 14 lutego | Szwecja    | 2-13 (1-1,1-9,0-3) |
| 16 lutego | Finlandia  | 1-10 (0-4,0-4,1-2) |
| 18 lutego | Polska     | 0-2                |
| 20 lutego | Kanada     | 5-9 (3-7,1-0,1-2)  |
| 22 lutego | Szwajcaria | 0-9 (0-1,0-3,0-5)  |

Pozycja w grupie: 6. (0 pkt, 1-0-4, Bramki: 10-41)

##### Mecz o 11. miejsce
| Data      | Przeciwnik | Wynik                       |
| --------- | ---------- | --------------------------- |
| 23 lutego | Norwegia   | 6-6 (2-0 w rzutach karnych) |

Końcowy wynik: 11. pozycja

### Kombinacja norweska

#### Mężczyźni
| Zawodnik                                     | Konkurencja | Skoki na normalnej skoczni | Skoki na normalnej skoczni | Skoki na normalnej skoczni | Skoki na normalnej skoczni | Skoki na normalnej skoczni | Skoki na normalnej skoczni | Skoki na normalnej skoczni | Skoki na normalnej skoczni | Bieg pościgowy na 15 km/Sztafeta 3x10 km | Bieg pościgowy na 15 km/Sztafeta 3x10 km | Bieg pościgowy na 15 km/Sztafeta 3x10 km | Pozycja końcowa  | Źródło |
| Zawodnik                                     | Konkurencja | Skok 1                     | Skok 1                     | Skok 2                     | Skok 2                     | Skok 3                     | Skok 3                     | Suma punktów               | Pozycja                    | Strata na początku                       | Czas netto                               | Pozycja                                  | Pozycja końcowa  | Źródło |
| Zawodnik                                     | Konkurencja | Wynik                      | Punkty                     | Wynik                      | Punkty                     | Wynik                      | Punkty                     | Suma punktów               | Pozycja                    | Strata na początku                       | Czas netto                               | Pozycja                                  | Pozycja końcowa  | Źródło |
| -------------------------------------------- | ----------- | -------------------------- | -------------------------- | -------------------------- | -------------------------- | -------------------------- | -------------------------- | -------------------------- | -------------------------- | ---------------------------------------- | ---------------------------------------- | ---------------------------------------- | ---------------- | ------ |
| Fabrice Guy                                  | Gundersen   | 75,5 m                     | 80,7 pkt                   | 82 m                       | 101,7 pkt                  | 77 m                       | 90,4 pkt                   | 192,1 pkt                  | 29.                        | +4:02.7                                  | 39:19.7                                  | 13.                                      | 20.              | [ 10 ] |
| Xavier Girard                                | Gundersen   | 75,5 m                     | 82,2 pkt                   | 79,5 m                     | 96,2 pkt                   | 80 m                       | 97,7 pkt                   | 193,9 pkt                  | 27.                        | +3:50.7                                  | 41:00.2                                  | 27.                                      | 32.              | [ 10 ] |
| Jean-Pierre Bohard                           | Gundersen   | 73 m                       | 77,7 pkt                   | 75 m                       | 85,5 pkt                   | 80 m                       | 97,7 pkt                   | 183,2 pkt                  | 35.                        | +5:02.0                                  | 41:33.9                                  | 34.                                      | 39.              | [ 10 ] |
| Francis Repellin                             | Gundersen   | 73 m                       | 74,7 pkt                   | 66 m                       | 64,6 pkt                   | 75 m                       | 85,2 pkt                   | 159,9 pkt                  | 42.                        | +7:37.4                                  | DNF                                      | DNF                                      | Nieklasyfikowany | [ 10 ] |
| Fabrice Guy Xavier Girard Jean-Pierre Bohard | Sztafeta    | 79,5 m 82 m 79,5 m         | 272,9 pkt                  | 79,5 m 79 m 78 m           | 252,6 pkt                  | 78,5 m 80 m 78 m           | 268,1 pkt                  | 541 pkt                    | 8.                         | +7:24.0                                  | 1:19:45.4                                | 5.                                       | 8.               | [ 11 ] |

### Łyżwiarstwo figurowe

#### Mężczyźni
| Zawodnik     | Konkurencja | Tańce obowiązkowe                  | Tańce obowiązkowe | Tańce obowiązkowe | Program krótki                     | Program krótki | Program krótki | Program dowolny                    | Program dowolny | Program dowolny | Suma punktów | Pozycja | Źródło |
| Zawodnik     | Konkurencja | Oceny sędziów                      | Pozycja           | Punkty            | Oceny sędziów                      | Pozycja        | Punkty         | Oceny sędziów                      | Pozycja         | Punkty          | Suma punktów | Pozycja | Źródło |
| ------------ | ----------- | ---------------------------------- | ----------------- | ----------------- | ---------------------------------- | -------------- | -------------- | ---------------------------------- | --------------- | --------------- | ------------ | ------- | ------ |
| Axel Médéric | soliści     | 6 sędziów – 14. pozycja lub wyższa | 13.               | 7,8 pkt           | 6 sędziów – 13. pozycja lub wyższa | 14.            | 5,6 pkt        | 5 sędziów – 17. pozycja lub wyższa | 17.             | 17 pkt          | 30,4 pkt     | 15.     | [ 12 ] |

#### Kobiety
| Zawodnik       | Konkurencja | Tańce obowiązkowe                  | Tańce obowiązkowe | Tańce obowiązkowe | Program krótki                     | Program krótki | Program krótki | Program dowolny                    | Program dowolny | Program dowolny | Suma punktów | Pozycja | Źródło |
| Zawodnik       | Konkurencja | Oceny sędziów                      | Pozycja           | Punkty            | Oceny sędziów                      | Pozycja        | Punkty         | Oceny sędziów                      | Pozycja         | Punkty          | Suma punktów | Pozycja | Źródło |
| -------------- | ----------- | ---------------------------------- | ----------------- | ----------------- | ---------------------------------- | -------------- | -------------- | ---------------------------------- | --------------- | --------------- | ------------ | ------- | ------ |
| Agnès Gosselin | solistki    | 6 sędziów – 14. pozycja lub wyższa | 13.               | 7,8 pkt           | 5 sędziów – 19. pozycja lub wyższa | 21.            | 8,4 pkt        | 8 sędziów – 19. pozycja lub wyższa | 18.             | 18 pkt          | 34,2 pkt     | 16.     | [ 13 ] |

#### Pary
| Zawodnik                          | Konkurencja   | Tańce obowiązkowe                  | Tańce obowiązkowe | Tańce obowiązkowe | Taniec oryginalny                  | Taniec oryginalny | Taniec oryginalny | Program dowolny                    | Program dowolny | Program dowolny | Suma punktów | Pozycja | Źródło |
| Zawodnik                          | Konkurencja   | Oceny sędziów                      | Pozycja           | Punkty            | Oceny sędziów                      | Pozycja           | Punkty            | Oceny sędziów                      | Pozycja         | Punkty          | Suma punktów | Pozycja | Źródło |
| --------------------------------- | ------------- | ---------------------------------- | ----------------- | ----------------- | ---------------------------------- | ----------------- | ----------------- | ---------------------------------- | --------------- | --------------- | ------------ | ------- | ------ |
| Isabelle Duchesnay Paul Duchesnay | Pary taneczne | 8 sędziów – 9. pozycja lub wyższa  | 8.                | 4,8 pkt           | 5 sędziów – 8. pozycja lub wyższa  | 8.                | 3,2 pkt           | 5 sędziów – 8. pozycja lub wyższa  | 8.              | 8 pkt           | 16 pkt       | 8.      | [ 14 ] |
| Corinne Paliard Didier Courtois   | Pary taneczne | 7 sędziów – 15. pozycja lub wyższa | 15.               | 9 pkt             | 5 sędziów – 14. pozycja lub wyższa | 14.               | 5,6 pkt           | 7 sędziów – 14. pozycja lub wyższa | 14.             | 14 pkt          | 28,6 pkt     | 14.     | [ 14 ] |

### Łyżwiarstwo szybkie

#### Mężczyźni
| Zawodnik         | Konkurencja | Czas     | Pozycja | Źródło |
| ---------------- | ----------- | -------- | ------- | ------ |
| Claude Nicouleau | 500 m       | 38.63    | 31.     | [ 15 ] |
| Hans van Helden  | 500 m       | 39.05    | 33.     | [ 15 ] |
| Hans van Helden  | 1000 m      | 1:16.32  | 29.     | [ 16 ] |
| Claude Nicouleau | 1000 m      | 1:17.91  | 33.     | [ 16 ] |
| Hans van Helden  | 1500 m      | 1:55.61  | 19.     | [ 17 ] |
| Hans van Helden  | 5000 m      | 6:57.69  | 22.     | [ 18 ] |
| Hans van Helden  | 10000 m     | 14:34.84 | 23.     | [ 19 ] |

#### Kobiety
| Zawodnik                | Konkurencja | Czas    | Pozycja | Źródło |
| ----------------------- | ----------- | ------- | ------- | ------ |
| Marie-France van Helden | 500 m       | 42.49   | 27.     | [ 20 ] |
| Stéphanie Dumont        | 500 m       | 43.30   | 29.     | [ 20 ] |
| Stéphanie Dumont        | 1500 m      | 2:13.01 | 27.     | [ 21 ] |
| Marie-France van Helden | 3000 m      | 4:32.34 | 24.     | [ 22 ] |
| Stéphanie Dumont        | 3000 m      | 4:38.03 | 27.     | [ 22 ] |
| Stéphanie Dumont        | 5000 m      | 8:00.40 | 25.     | [ 23 ] |

### Narciarstwo alpejskie

#### Mężczyźni
| Zawodnik          | Konkurencja   | 1. przejazd | 1. przejazd | 2. przejazd | 2. przejazd | Czas końcowy     | Pozycja          | Źródło |
| Zawodnik          | Konkurencja   | Czas        | Pozycja     | Czas        | Pozycja     | Czas końcowy     | Pozycja          | Źródło |
| ----------------- | ------------- | ----------- | ----------- | ----------- | ----------- | ---------------- | ---------------- | ------ |
| Franck Piccard    | Zjazd         | 2:01.24     | 3.          | Nie dotyczy | Nie dotyczy | 2:01.24          | brąz             | [ 24 ] |
| Christophe Plé    | Zjazd         | 2:04.78     | 25.         | Nie dotyczy | Nie dotyczy | 2:04.78          | 25.              | [ 24 ] |
| Luc Alphand       | Zjazd         | DNF         | DNF         | Nie dotyczy | Nie dotyczy | Nieklasyfikowany | Nieklasyfikowany | [ 24 ] |
| Philippe Verneret | Zjazd         | DQ          | DQ          | Nie dotyczy | Nie dotyczy | Nieklasyfikowany | Nieklasyfikowany | [ 24 ] |
| Franck Piccard    | Supergigant   | 1:39.66     | 1.          | Nie dotyczy | Nie dotyczy | 1:39.66          | złoto            | [ 25 ] |
| Luc Alphand       | Supergigant   | 1:42.27     | 7.          | Nie dotyczy | Nie dotyczy | 1:42.27          | 7.               | [ 25 ] |
| Yves Tavernier    | Supergigant   | 1:44.88     | 20.         | Nie dotyczy | Nie dotyczy | 1:44.88          | 20.              | [ 25 ] |
| Philippe Verneret | Supergigant   | DNF         | DNF         | Nie dotyczy | Nie dotyczy | Nieklasyfikowany | Nieklasyfikowany | [ 25 ] |
| Christian Gaidet  | Slalom gigant | 1:07.59     | 23.         | 1:04.08     | 16.         | 2:11.67          | 18.              | [ 26 ] |
| Yves Tavernier    | Slalom gigant | 1:07.44     | 20.         | 1:04.77     | 25.         | 2:12.21          | 24.              | [ 26 ] |
| Alain Feutrier    | Slalom gigant | DNF         | DNF         | NQ          | NQ          | Nieklasyfikowany | Nieklasyfikowany | [ 26 ] |
| Didier Bouvet     | Slalom        | 53.34       | 17.         | NQ          | NQ          | Nieklasyfikowany | Nieklasyfikowany | [ 27 ] |
| Christian Gaidet  | Slalom        | 54.23       | 21.         | DNF         | DNF         | Nieklasyfikowany | Nieklasyfikowany | [ 27 ] |
| Yves Tavernier    | Slalom        | 55.39       | 27.         | DNS         | DNS         | Nieklasyfikowany | Nieklasyfikowany | [ 27 ] |
| Jean-Luc Crétier  | Slalom        | DQ          | DQ          | DQ          | DQ          | Nieklasyfikowany | Nieklasyfikowany | [ 27 ] |

| Zawodnik         | Konkurencja | Zjazd   | Zjazd     | Slalom         | Slalom         | Slalom         | Slalom    | Suma punktów     | Pozycja          | Źródło |
| Zawodnik         | Konkurencja | Zjazd   | Zjazd     | Czas przejazdu | Czas przejazdu | Czas całkowity | Punkty    | Suma punktów     | Pozycja          | Źródło |
| Zawodnik         | Konkurencja | Czas    | Punkty    | 1              | 2              | Czas całkowity | Punkty    | Suma punktów     | Pozycja          | Źródło |
| ---------------- | ----------- | ------- | --------- | -------------- | -------------- | -------------- | --------- | ---------------- | ---------------- | ------ |
| Luc Alphand      | Kombinacja  | 1:49.60 | 29,8 pkt  | 45.27          | 43.20          | 1:28.47        | 27,93 pkt | 57,73 pkt        | 4.               | [ 28 ] |
| Jean-Luc Crétier | Kombinacja  | 1:50.04 | 34,66 pkt | 44.62          | 43.90          | 1:28.52        | 28,32 pkt | 62,98 pkt        | 6.               | [ 28 ] |
| Christophe Plé   | Kombinacja  | 1:49.06 | 23,84 pkt | 47.68          | 47.30          | 1:34.98        | 79,28 pkt | 103,12 pkt       | 12.              | [ 28 ] |
| Franck Piccard   | Kombinacja  | 1:47.38 | 5,3 pkt   | DNF            | DNF            | DNF            | DNF       | Nieklasyfikowany | Nieklasyfikowany | [ 28 ] |

#### Kobiety
| Zawodnik                 | Konkurencja   | 1. przejazd | 1. przejazd | 2. przejazd | 2. przejazd | Czas końcowy     | Pozycja          | Źródło |
| Zawodnik                 | Konkurencja   | Czas        | Pozycja     | Czas        | Pozycja     | Czas końcowy     | Pozycja          | Źródło |
| ------------------------ | ------------- | ----------- | ----------- | ----------- | ----------- | ---------------- | ---------------- | ------ |
| Carole Merle             | Zjazd         | 1:27.53     | 12.         | Nie dotyczy | Nie dotyczy | 1:27.53          | 12.              | [ 29 ] |
| Claudine Emonet          | Zjazd         | 1:28.36     | 17.         | Nie dotyczy | Nie dotyczy | 1:28.36          | 17.              | [ 29 ] |
| Carole Merle             | Supergigant   | 1:21.01     | 12.         | Nie dotyczy | Nie dotyczy | 1:21.01          | 12.              | [ 30 ] |
| Catherine Quittet        | Supergigant   | 1:21.48     | 16.         | Nie dotyczy | Nie dotyczy | 1:21.48          | 16.              | [ 30 ] |
| Claudine Emonet          | Supergigant   | 1:22.05     | 22.         | Nie dotyczy | Nie dotyczy | 1:22.05          | 22.              | [ 30 ] |
| Cathy Chedal             | Supergigant   | DNF         | DNF         | Nie dotyczy | Nie dotyczy | Nieklasyfikowany | Nieklasyfikowany | [ 30 ] |
| Catherine Quittet        | Slalom gigant | 1:01.11     | 12.         | 1:07.73     | 7.          | 2:08.84          | 8.               | [ 31 ] |
| Carole Merle             | Slalom gigant | 1:01.30     | 14.         | 1:08.06     | 8.          | 2:09.36          | 9.               | [ 31 ] |
| Christelle Guignard      | Slalom gigant | 1:00.90     | 9.          | 1:08.56     | 10.         | 2:09.46          | 10.              | [ 31 ] |
| Małgorzata Tlałka-Mogore | Slalom gigant | 1:03.01     | 27.         | 1:11.38     | 23.         | 2:14.39          | 19.              | [ 31 ] |
| Dorota Tlałka-Mogore     | Slalom        | 50.28       | 8.          | 49.58       | 8.          | 1:39.86          | 8                | [ 32 ] |
| Patricia Chauvet-Blanc   | Slalom        | 51.48       | 19.         | 51.31       | 15.         | 1:42.79          | 14.              | [ 32 ] |
| Pascaline Freiher        | Slalom        | 51.37       | 18.         | DNF         | DNF         | Nieklasyfikowany | Nieklasyfikowany | [ 32 ] |
| Christelle Guignard      | Slalom        | DNF         | DNF         | NQ          | NQ          | Nieklasyfikowany | Nieklasyfikowany | [ 32 ] |

| Zawodnik          | Konkurencja | Zjazd   | Zjazd      | Slalom         | Slalom         | Slalom         | Slalom    | Suma punktów     | Pozycja          | Źródło |
| Zawodnik          | Konkurencja | Zjazd   | Zjazd      | Czas przejazdu | Czas przejazdu | Czas całkowity | Punkty    | Suma punktów     | Pozycja          | Źródło |
| Zawodnik          | Konkurencja | Czas    | Punkty     | 1              | 2              | Czas całkowity | Punkty    | Suma punktów     | Pozycja          | Źródło |
| ----------------- | ----------- | ------- | ---------- | -------------- | -------------- | -------------- | --------- | ---------------- | ---------------- | ------ |
| Pascaline Freiher | Kombinacja  | 1:24.18 | 119,14 pkt | 42.16          | 42.50          | 1:24.66        | 32,79 pkt | 151,93 pkt       | 22.              | [ 33 ] |
| Carole Merle      | Kombinacja  | 1:16.46 | 0 pkt      | DQ             | DQ             | DQ             | DQ        | Nieklasyfikowany | Nieklasyfikowany | [ 33 ] |
| Claudine Emonet   | Kombinacja  | DNF     | DNF        | NQ             | NQ             | NQ             | NQ        | Nieklasyfikowany | Nieklasyfikowany | [ 33 ] |

### Saneczkarstwo

#### Kobiety
| Zawodnik        | Konkurencja | Czas przejazdu | Czas przejazdu | Czas przejazdu | Czas przejazdu | Suma     | Pozycja | Źródło |
| Zawodnik        | Konkurencja | 1              | 2              | 3              | 4              | Suma     | Pozycja | Źródło |
| --------------- | ----------- | -------------- | -------------- | -------------- | -------------- | -------- | ------- | ------ |
| Laurence Bonici | Jedynki     | 48.436         | 48.790         | 48.692         | 48.488         | 3:14.406 | 22.     | [ 34 ] |

### Skoki narciarskie

#### Mężczyźni
| Zawodnik        | Konkurencja       | 1. seria | 1. seria  | 1. seria | 2. seria | 2. seria | Suma punktów | Pozycja | Źródło |
| Zawodnik        | Konkurencja       | Wynik    | Punkty    | Pozycja  | Wynik    | Punkty   | Suma punktów | Pozycja | Źródło |
| --------------- | ----------------- | -------- | --------- | -------- | -------- | -------- | ------------ | ------- | ------ |
| Didier Mollard  | Skocznia normalna | 79 m     | 89,5 pkt  | 36.      | 77 m     | 84,8 pkt | 174,3 pkt    | 34.     | [ 35 ] |
| Frédéric Berger | Skocznia normalna | 75 m     | 80,6 pkt  | 50.      | 75 m     | 83,9 pkt | 164,5 pkt    | 49.     | [ 35 ] |
| Didier Mollard  | Skocznia duża     | 108 m    | 101,1 pkt | 13.      | 94 m     | 76,5 pkt | 177,6 pkt    | 25.     | [ 36 ] |